# Kőrizs Imre
Kőrizs Imre (Budapest, 1970–) magyar költő, kritikus, tanár, szerkesztő és műfordító. A Miskolci Egyetem Magyar Nyelv- és Irodalomtudományi Intézetének habilitált egyetemi docense, a Műút szépirodalmi rovatának szerkesztője.

## Pályája
1989-ben érettségizett a budapesti Berzsenyi Dániel Gimnáziumban, 1995-ben végzett latin nyelv- és irodalom szakos előadóként az Eötvös Loránd Tudományegyetemen, ahol Lator László is tanította.
Doktori címét a Debreceni Egyetemen szerezte 2009-ben a "Horatius vini somnique benignus" című értekezésével.
Habilitációs előadását 2022-ben tartotta meg a Pécsi Tudományegyetemen, disszertációját a 20. századi magyar félhosszú versekből és előzményeikből írta.
Publikáció, versei és műfordításai megjelentek többek között a Holmi, a Jelenkor és a Mozgó Világ lapjain. A Magyar Narancs külső munkatársa.
2019-ben jelent meg a 76 addig még kiadatlan, Kőrizs által összeválogatott Karinthy Gábor verset is tartalmazó gyűjtemény, ami teljesen új fénybe helyezte a költő munkásságát.
Műfordításai közül kiemelkedik a kortárs Billy Collins verseinek magyar kiadása.
Visszatérő vendége a Lyukasóra című irodalmi műsornak.

## Művei
- 2001 – (szerk.) Régi magyar műfordítások, Válogatás 1900-ig, Budapest, Unikornis Könyvkiadó
- 2009 – Ez az egész és más versek,[11] Versek, Pécs, Alexandra Kiadó
- 2014 – Városnézegető,[12] Gyerekversek (Pikler Éva rajzaival), Budapest, Naphegy Kiadó
- 2017 – A másik pikk bubi,[13] Versek, Budapest, Kalligram Könyvkiadó
- 2017 – (szerk.) Karinthy Frigyes Összegyűjtött versei,[14] Versek, Budapest, Magvető Könyvkiadó
- 2019 – (szerk.)  Karinthy Gábor Összegyűjtött Versei,[6] Versek (Karinthy Gábor versei, szerkesztette Kőrizs Imre), Budapest, Helikon Kiadó
- 2019 – Tévedések fenntartása mellett, Kritikák, tanulmányok, Miskolc, Műút Könyvek
- 2020 – Az a baj a költészettel,[15] Versek (Billy Collins versei Kőrizs Imre fordításában), Budapest, Jelenkor Kiadó
- 2022 – poeta.doc, Versekről prózában[16] (verselemzések), Budapest, Osiris Kiadó
- 2023 – (szerk.) Márai Sándor A teljes napló, 1945,[17] Budapest, Helikon Könyvkiadó
- 2023 – Szárnyalni gyalog, A félhosszú vers poétikája,[18] Miskolc, Műút Könyvek

## Díjak, ösztöndíjak
- Vas István-díj (2003)
- Édes Anyanyelvünk Pályázat, II. díj (2004)[19]
- Babits Mihály műfordítói ösztöndíj (2009)[20]
- Déry Tibor-díj (2009)[21]
- Zelk Zoltán-díj (2016)[22]
- Kassák Lajos XIII. Kerületi Irodalmi Díj (2020)[23]
- Erdődy Edit-díj (2024)[24][25]

## Magánélete
Újpesten nőtt fel, jelenleg Angyalföldön él családjával. Jártas a borok területén, 2018 óta vizuális művészettel is foglalkozik.